# Anna Schaffelhuber
Anna Katharina Schaffelhuber (født 26. januar 1993) er en funktionshæmmet tysk alpin skiløber. Ved vinter-OL 2014 vandt hun fem guldmedaljer.

## Tidlige liv
Schaffelhuber blev født i Regensburg, Bayern, Tyskland. Hun blev født med en ufuldstændig rygmarv, og som følge heraf har hun paraplegi og bruger en kørestol. Hun begyndte at bruge monoski i en alder af fem og i en alder af fjorten, modtog hun et stipendium til at deltage i et nationalt junior skiprogram.